# 朱仲芷
朱仲芷（1904年—1996年），又名朱慕慈，湖南宁乡市人，中华人民共和国教育家，朱剑凡之女、萧劲光之妻。
早年就读于周南女校、金陵女子大学，后参加革命，与萧劲光相爱和结婚，曾任延安大学英语系教师、宁夏妇联常委、第五届全国政协委员等职。